# Omiodes pritchardii
Omiodes pritchardii là một loài bướm đêm thuộc họ Crambidae. Nó là loài đặc hữu của Hawaii.
Sải cánh dài khoảng 30 mm.
Ấu trùng ăn Pritchardia beccariana.